# T-симметрия
T-симме́три́я («симметрия по отношению к обращению времени») — теоретическая симметрия законов физики, по отношению к операции замены времени t на −t (то есть к обращению времени). В квантовой механике математически записывается, как равенство нулю коммутатора оператора Гамильтона и антиунитарного оператора обращения времени
{\displaystyle T:t\mapsto -t.}
Физические величины, меняющие знак при обращении времени, называются T-нечётными, не меняющие знак — T-чётными. Физическая величина, являющаяся произведением любого числа T-чётных величин и чётного числа T-нечётных величин, T-чётна. Если величина определяется как произведение нечётного числа T-нечётных величин и любого числа T-чётных величин, она T-нечётна. Умножение на T-нечётную величину изменяет T-чётность произведения, на T-чётную — не изменяет. Квадрат (и любая чётная степень) T-нечётной величины T-чётна, нечётная степень — T-нечётна.
Физические величины, чётные и нечётные относительно T-преобразования.
| T-чётные                                  | T-чётные                              | T-нечётные                                         | T-нечётные                       |
| Величина                                  | Обозначение                           | Величина                                           | Обозначение                      |
| ----------------------------------------- | ------------------------------------- | -------------------------------------------------- | -------------------------------- |
| Кинематика                                |                                       |                                                    |                                  |
| Положение частицы в пространстве          | {\displaystyle {\vec {x}}}            | Время                                              | {\displaystyle t}                |
| Ускорение частицы                         | {\displaystyle {\vec {a}}}            | Скорость частицы                                   | {\displaystyle {\vec {v}}}       |
| Угловое ускорение частицы                 | {\displaystyle {\vec {\varepsilon }}} | Угловая скорость частицы                           | {\displaystyle {\vec {\omega }}} |
| Динамика                                  |                                       |                                                    |                                  |
| Энергия                                   | {\displaystyle E}                     | Линейный импульс частицы                           | {\displaystyle {\vec {p}}}       |
| Сила, действующая на частицу              | {\displaystyle {\vec {f}}}            | Угловой момент частицы (и орбитальный, и спиновый) | {\displaystyle {\vec {l}}}       |
| Плотность энергии                         | {\displaystyle \varepsilon }          | Мощность                                           | {\displaystyle N}                |
| Электродинамика                           |                                       |                                                    |                                  |
| Электрический потенциал (напряжение, ЭДС) | {\displaystyle \varphi ,~U}           | Электромагнитный векторный потенциал               | {\displaystyle {\vec {A}}}       |
| Напряжённость электрического поля         | {\displaystyle {\vec {E}}}            | Магнитная индукция                                 | {\displaystyle {\vec {B}}}       |
| Электрическое смещение                    | {\displaystyle {\vec {D}}}            | Напряжённость магнитного поля                      | {\displaystyle {\vec {H}}}       |
| Плотность электрического заряда           | {\displaystyle \rho }                 | Плотность электрического тока                      | {\displaystyle {\vec {j}}}       |
| Электрическая поляризация                 | {\displaystyle {\vec {P}}}            | Намагниченность                                    | {\displaystyle {\vec {M}}}       |
| Тензор напряжений электромагнитного поля  | {\displaystyle \sigma _{ij}}          | Вектор Пойнтинга                                   | {\displaystyle {\vec {S}}}       |

| Симметрия в физике             | Симметрия в физике                    | Симметрия в физике               |
| Преобразование                 | Соответствующая инвариантность        | Соответствующий закон сохранения |
| ------------------------------ | ------------------------------------- | -------------------------------- |
| ↕ Трансляции времени           | Однородность времени                  | …энергии                         |
| ⊠ C, P, CP и T-симметрии       | Изотропность времени                  | …чётности                        |
| ↔ Трансляции пространства      | Однородность пространства             | …импульса                        |
| ↺ Вращения пространства        | Изотропность пространства             | …момента импульса                |
| ⇆ Группа Лоренца (бусты)       | Относительность лоренц-ковариантность | …движения центра масс            |
| ~ Калибровочное преобразование | Калибровочная инвариантность          | …заряда                          |

Все массы и заряды, а также остальные константы, не связанные со слабым взаимодействием, тоже обладают симметрией при обращении времени.
Формулы классической механики, классической электродинамики, квантовой механики, теории относительности не меняются при обращении времени. Термодинамика, где действует второе начало термодинамики (закон неубывания энтропии), несимметрична относительно обращения времени, хотя на уровне механических законов, описывающих движение частиц термодинамической системы, время обратимо. Это связано с большей вероятностью пребывания термодинамической системы в макросостоянии, которое реализуется бо́льшим числом (равновероятных) микросостояний.
В микромире T-симметрия сохраняется в сильных, электромагнитных и нарушается в слабых взаимодействиях. Любая разумная теория поля должна быть CPT-инвариантна (теорема Людерса — Паули). Однако CP-симметрия в стандартной модели нарушается: CP-нарушение наблюдается в слабых взаимодействиях в кварковом секторе модели, см. CKM-матрица. CP-нарушение теоретически может наблюдаться и в сильных взаимодействиях, но CP-нарушающий член здесь сильно ограничен ненаблюдением в эксперименте электрического дипольного момента нейтрона (см. Проблема слабого CP-нарушения, Аксион). Из того, что CP-симметрия нарушена при сохранении CPT-симметрии, следует неинвариантность относительно T-симметрии.
Согласно общей теории относительности, T-симметрия сохраняется в гравитационных взаимодействиях.
Из симметрии относительно обращения времени выводится равенство нулю электрического дипольного момента элементарных частиц. Напротив, если какая-либо система обнаруживает ненулевой электрический дипольный момент, это означает, что она неинвариантна относительно обращения времени (а также относительно отражения координат) — T- и P-нечётна.
Если уравнение, описывающее физическую систему, не инвариантно относительно обращения времени, то физическая система необратима. Например, рассмотрим протекание тока по проводнику, описываемое законом Ома {\displaystyle j=\sigma E}. В этом случае
имеем {\displaystyle j^{R}=-j}, {\displaystyle E^{R}=E}. Из-за рассеяния джоулева тепла система необратима.

## Обращение времени в классической механике
Преобразование {\displaystyle R} обращения времени в классической механике
задаётся правилами:
- {\displaystyle x^{R}=x}, {\displaystyle p^{R}=-p}, где {\displaystyle x} — координата, {\displaystyle p} — импульс частицы.
- Физические величины, не являющиеся динамическими переменными (масса, заряд и т. д.), не изменяются при обращении времени.
- Для любой функции {\displaystyle F} динамических переменных {\displaystyle A,B,...} справедливо {\displaystyle F(A,B,...)^{R}=F(A^{R},B^{R},...)}.
- Гамильтониан {\displaystyle H} и пространственные координаты {\displaystyle x} инвариантны относительно обращения времени

{\displaystyle H^{R}=H,x^{R}=x}.

### Свойства обращения времени в классической механике
- Пусть {\displaystyle Q} — произвольная динамическая переменная, {\displaystyle H} — гамильтониан. Тогда справедливо равенство {\displaystyle (Q,H)^{R}+(Q^{R},H)=0}. Здесь {\displaystyle (.)} — скобки Пуассона[3].
- Пусть {\displaystyle p} — импульс физической системы. Тогда {\displaystyle p^{R}=-p}[4].
- Пусть {\displaystyle F,G} — произвольные динамические переменные. Тогда справедливо равенство {\displaystyle (F,G)^{R}+(F^{R},G^{R})=0}. Здесь {\displaystyle (.)} — скобки Пуассона[4].
- Пусть {\displaystyle Q} — произвольная динамическая переменная. Тогда {\displaystyle \left({\frac {dQ}{dt}}\right)^{R}=-{\frac {dQ^{R}}{dt}}}[5].
- Пусть {\displaystyle L} — лагранжиан физической системы. Тогда {\displaystyle L^{R}=L}[5].
- Изотропность времени. Изотропностью времени в классической механике называется одинаковость его свойств по обоим направлениям. Она следует из того, что замена переменной {\displaystyle t} на {\displaystyle -t} в уравнениях Лагранжа оставляет их, и вытекающие из них уравнения движения, неизменными. Все движения по законам классической механики обратимы, то есть для всякого движения, описываемого уравнениями классической механики, всегда возможно обратное во времени движение, когда механическая система проходит те же состояния в обратном порядке[6].

## Обращение времени в классической электродинамике
Пусть гамильтониан заряженной частицы в отсутствие внешнего электромагнитного поля равен {\displaystyle H_{0}(p,x)}.
Гамильтониан в случае наличия электромагнитного поля будет иметь вид {\displaystyle H=H_{0}(p-eA(x),x)+e\varphi (x)}.
Здесь {\displaystyle A,\varphi } — векторный и скалярный потенциалы электромагнитного поля. Из требования инвариантности
полного гамильтона относительно обращения времени следует, что {\displaystyle A^{R}=-A,\varphi ^{R}=\varphi }.

### Свойства обращения времени в классической электродинамике
- Пусть {\displaystyle E} — напряженность электрического поля, {\displaystyle H} — напряженность магнитного поля. Тогда {\displaystyle E^{R}=E}, {\displaystyle H^{R}=-H}[5]
- Сила Лоренца {\displaystyle F=e(E+{\dot {x}}\times H)} инвариантна при обращении времени {\displaystyle F^{R}=F}[5].
- Вектор Умова-Пойнтинга, пропорциональный {\displaystyle E\times H}, при обращении времени меняет знак {\displaystyle S^{R}=-S}[5].
- При обращении времени направление распространения электромагнитной волны меняется на противоположное, но её поляризация не меняется[2].
- Из инвариантности уравнений Максвелла при обращении времени следует: {\displaystyle J^{R}=-J}, {\displaystyle \rho ^{R}=\rho }[2].

## Обращение времени в квантовой механике
В квантовой механике операция обращения времени для элементарных частиц без спина заключается в изменении знака переменной времени {\displaystyle t} и одновременной замене волновой функции на комплексно сопряжённую величину в уравнении Шрёдингера: {\displaystyle \psi (t,r)\rightarrow \psi ^{*}(-t,r)}. Для элементарных частиц со спином операция обращения времени заключается в замене: {\displaystyle \psi _{s\sigma }\rightarrow \psi _{s,-\sigma }(-1)^{s-\sigma }}{\displaystyle }..
В квантовой теории характеристикой состояния физической системы является вектор состояний в гильбертовом пространстве. В квантовой механике инвариантность при обращении времени в представлении Шредингера означает, что из отображения {\displaystyle \Psi _{i}\rightarrow \Psi _{f}} следует, что {\displaystyle \Psi _{f}^{R}\rightarrow \Psi _{i}^{R}}.
Преобразование {\displaystyle R} обращения времени в квантовой механике задаётся следующими постулатами:
- {\displaystyle \Psi ^{R}=U^{T}\Psi ^{*}}, где {\displaystyle \Psi } — вектор состояния системы, индекс {\displaystyle T} означает операцию транспонирования, знак * означает операцию комплексного сопряжения.
- Принцип соответствия между классическими и квантовыми динамическими переменными: {\displaystyle Q_{c}^{R}=\epsilon _{Q}Q_{c}},

{\displaystyle (\Psi ^{R},Q\Psi ^{R})=\epsilon _{Q}(\Psi ,Q\Psi )}, {\displaystyle \epsilon _{Q}=\pm 1}